# Hydroteknik
Hydroteknik är läran om vattenflöden vid till exempel rörströmning och kanalströmning. I ämnet ingår även flödesdimensioneringar av både diken och bevattningsanläggningar. Hydroteknik är nära besläktat med både hydraulik och hydrologi.